# Dr Pepper
Dr Pepper é uma marca de refrigerante gaseificado, com corante de caramelo, comercializado nos EUA pela Keurig Dr Pepper. Os direitos da marca registrada variam de país para país, sendo detidos na maior parte dos casos fora dos EUA pela Coca-Cola e PepsiCo. Existe uma versão dietética de baixas calorias, conhecida por Diet Dr Pepper, assim como muitos outros sabores.

## História
A bebida começou por ser vendida em Waco, no Texas, em 1885. Foi comercializada a nível nacional nos EUA em 1904. A data exacta da sua criação é desconhecida, apesar da sua patente datar de 1 de dezembro de 1885.
A receita foi criada pelo farmacêutico inglês Charles Aderton, numa drogaria de Waco. Para testar a sua nova bebida, começou por oferecê-la ao dono da loja, que também a apreciou. Após a experimentarem ambos várias vezes, Alderton estava pronto a oferecê-la aos clientes. Estes também gostaram da bebida. A notícia espalhou-se e outras pessoas começaram também a pedir uma "Waco". Alderton deu a fórmula ao seu patrão, Wade Morrison, o dono da drogaria. Pensa-se que a bebida recebeu o nome de um antigo patrão de Morrison, mas a própria empresa da Dr Pepper contesta esta afirmação. Afirmam que antes de se mudar para o Texas, Morrison vivia em Wythe, na Virgínia, junto de um Dr. Charles T. Pepper, podendo ter sido amigo próximo da sua filha.
Ao contrário da Coca-Cola e da Pepsi, o Dr Pepper não é comercializado como uma cola. O seu sabor é alegadamente derivado de sabores populares na altura em que foi concebido. Uma lista parcial destes sabores pode ser vista na fábrica onde o Dr Pepper é engarrafado, em Dublin (Texas), apesar da fórmula (com os seus 23 ingredientes) ser um segredo bem guardado.
Ao contrário do mito urbano, o Dr Pepper não contém nem nunca conteve sumo de ameixa.
Existe também o museu do Dr Pepper em Waco, que abriu ao público em 1991, no primeiro edifício construído especialmente para engarrafar Dr Pepper, o Artesian Manufacturing and Bottling Company Building. A construção deste edifício foi terminada em 1906, tendo o Dr Pepper lá sido engarrafado até aos anos 60. O museu dispõe de 3 andares de exposições, incluindo uma loja de recordações. Os tijolos que o constituem são de cores diferentes, em consequência dos danos causados pelo tornado de Waco.
Na década de 1980, o Dr Pepper esteve para se tornar uma marca da Coca-Cola, mas tornou-se insolvente no início dessa década, o que levou a companhia a ser vendida a entidades privadas. Alguns anos mais tarde, a Coca-Cola tentou comprá-la, mas a comissão norte-americana para o comércio vetou essa aquisição. A companhia acabaria por ser fundir com a Seven Up, ficando a Coca-Cola, mais tarde, com os direitos da marca em muitos outros países.

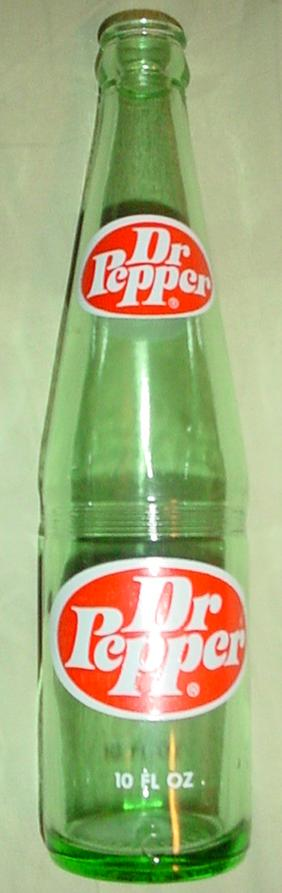
Uma garrafa antiga de Dr Pepper

### Distribuição
O Dr Pepper encontra-se disponível nos EUA, através da Keurig Dr Pepper.
No Canadá e na Polónia, a Cadbury Schweppes concedeu a licença de distribuição à PepsiCo. No México, na Alemanha, na França, na Itália, na Suécia, na Holanda, na Eslováquia, na Finlândia, na Áustria, na República Checa, na Bélgica e na Noruega, a Cadbury-Schweppes detém a marca registada e distribui o produto. Em Portugal, na Espanha, na Turquia e na Grécia, é quase impossível encontrá-lo, uma vez que é importado do Reino Unido, por supermercados específicos. Em quase todos os outros países, a Coca-Cola comprou a marca e distribui o produto. Esta divisão dos direitos deve-se a leis contra o monopólio, existentes em diversos países. A bebida encontra-se também disponível no Japão e na Coreia do Sul.

## Formatação do nome
O ponto final após o "Dr" foi abandonado por razões estilísticas e de legibilidade, na década de 1950. O logotipo foi refeito e o texto inclinado.

## Outros sabores
- Sugar Free Dr Pepper (Dr Pepper sem açúcar): introduzido em 1974, reformulado em 1990 e rebatizado Diet Dr Pepper.
- Dr Pepper Red Fusion: disponível entre 2002 e 2004, nos EUA.
- Cherry Vanilla Dr Pepper (com sabor a baunilha e cereja): lançado em 2004. Seguiu-se o Diet Cherry Vanilla Dr Pepper.
- Dr Pepper Berries & Cream: lançado em 2006, com sabor a frutos silvestres e natas.
- Dr Pepper Zero: lançado em 2007, no Reino Unido, sem açúcar e com um sabor mais semelhante ao Dr Pepper normal que a versão dietética.
- Cherry Chocolate Diet Dr Pepper: versão limitada, com sabor a chocolate e cereja juntos, fora celebrado com um clipe da adaptação da música original de Tay Zonday, "Chocolate Rain", para a nova versão Cherry Chocolate Rain, com a parceria de Mista Johnson.